# Comune distrettuale di Skuodas
Il comune distrettuale di Skuodas è uno dei 60 comuni della Lituania, situato nella regione della Samogizia.
Si trova sulle rive del fiume Bartuva.